# Jean de Senarclens
Jean de Senarclens (Lavey-les-Bains, 18 giugno 1916 – Ginevra, 29 novembre 2005) è stato un giurista e storico svizzero.

## Biografia

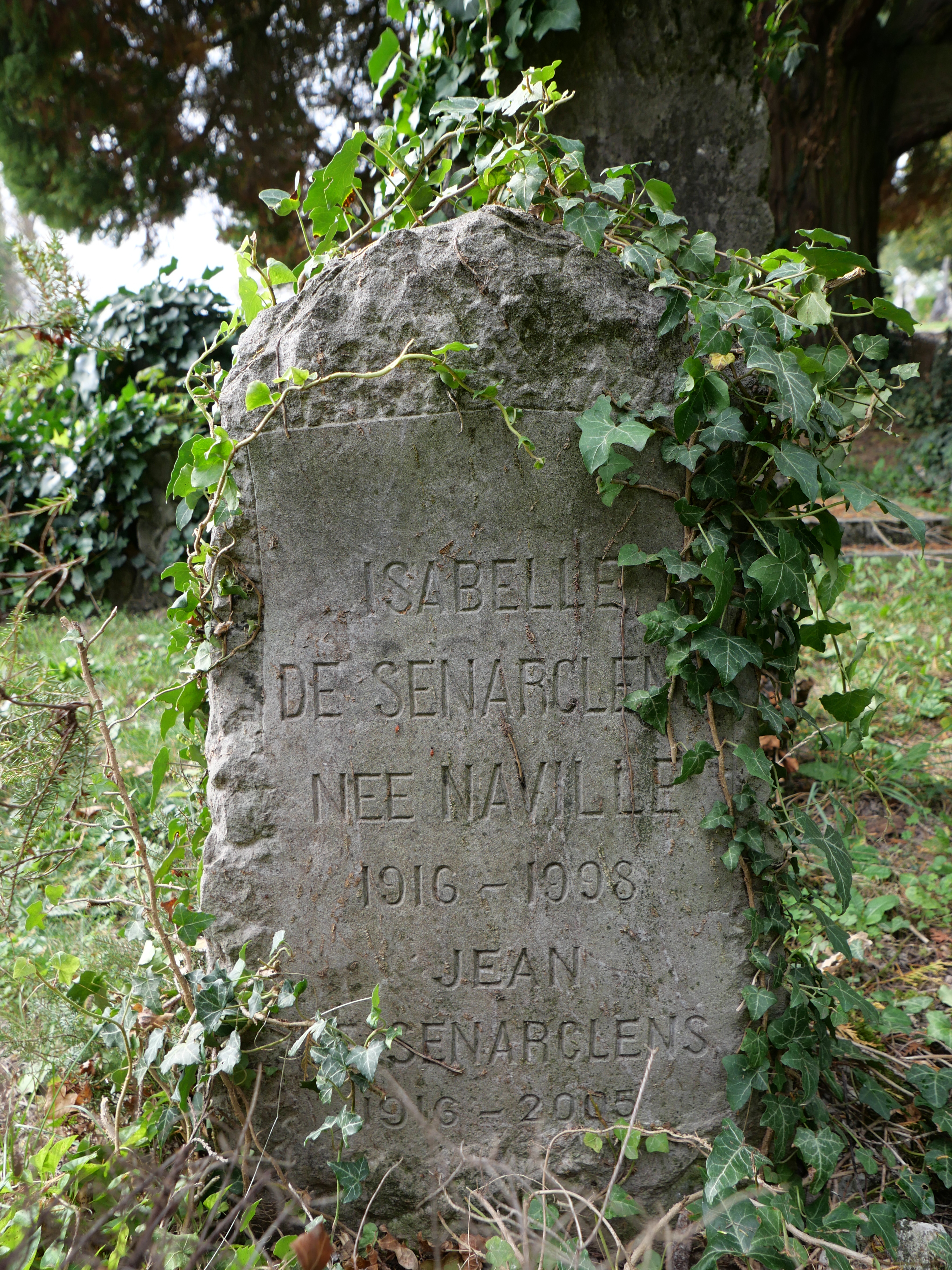
La tomba di de Senarclens e della sua sposa Isabelle, nata Naville (1916-1998), nel cimitero di Poussy a Vernier, cantone di Ginevra.

Jean de Senarclens, figlio del medico Victor de Senarclens e di Marthe Lombard, è l'ultimogenito di quattro fratelli, Aymon de Senarclens, agronomo entrato in politica e divenuto consigliere di stato a Ginevra, Géreard, chimico e direttore d'azienda, François, medico ginecologo e Jacques, pastore protestante e professore alla facoltà di teologia dell'Università di Ginevra.
Giurista, sposa Isabelle Naville, figlia del professore di medicina legale François Naville, celebre per la sua indagine sul Massacro di Katyn' nel 1943. Jean de Senarcles si trasferisce con la famiglia a Parigi nel 1945, come responsabile della comunicazione per la Camera di commercio svizzera a Parigi e, a partire dal 1949, come suo direttore. Ha quattro figli, tra i quali il cantante Sarclo. Di ritorno in Svizzera nel 1957, lavora per sette anni a Yverdon presso Paillard (macchine da scrivere Hermès) come responsabile della comunicazione e delle vendite e poi come vicedirettore del settore Cinema (videocamere Bolex).
Nel 1964 ritorna a Ginevra e entra nella Società generale dell'industria svizzera come direttore della divisione ricerca e sviluppo, all'interno della quale lavorerà per la creazione della stazione sciistica "Valrutor" a La Thuile in Val d'Aosta. Non verrà però sostenuto dagli investitori svizzeri e la stazione sciistica finirà per prosperare grazie a degli investitori italiani.
Jean de Senarclens realizzerà una missione per il Comitato Internazionale della Croce Rossa in Egitto alla fine della Guerra del Kippur del 1973, prima di essere assunto come consulente legale per la Compagnia dei servizi fiduciari (CSF) che gli causerà delle difficili controversie da gestire. Questa società appare infatti – a sua insaputa – nell'organigramma complesso del cosiddetto Irangate che scoppia nel 1986. Attaccato dai giornali americani, e poi dichiarato innocente, Jean de Senarclens, lascerà la CSF per la filiale di Ginevra di una multinazionale che gestisce in particolare l'Hotel Intercontinentale; svolgerà questo lavoro fino alla morte il 29 novembre 2005.

### Opere letterarie e storiche
Gli ultimi trent'anni della vita di Jean de Senarclens sono dedicati ad attività letterarie. Presidente della società di lettura di Ginevra nel 1977-1978, presidente della Società ginevrina di utilità pubblica nel 1977-1991, partecipa in maniera decisiva all'elaborazione e pubblicazione dell'Enciclopedia di Ginevra (11 volumi e 1 CD-Rom, pubblicati tra il 1982 e il 1996) e collabora a diversi articoli per il Dizionario storico della Svizzera. Ha prodotto soprattutto opere storiche, pubblicate principalmente con l'editore Slatkine e alcune delle quali in collaborazione con la direttrice dell'Archivio di Stato di Ginevra Catherine Santschi.
Le opere di Jean de Senarclens si focalizzano sulla città di Ginevra. Nel 1989, con la chiusura del Giornale di Ginevra "Journal de Genève", dirige una raccolta di saggi per mostrare il ruolo del quotidiano a livello internazionale durante i suoi 172 anni di esistenza e in particolare durante le due guerre mondiali.

#### Il ruolo di Gustave Moynier nel Comitato internazionale della Croce Rossa
Nel 2001 pubblica la biografia di Gustave Moynier che considera il vero fondatore del Comitato internazionale della Croce Rossa. Critica a tratti il ruolo di Henri Dunant, cosa che gli procurerà degli dei contrasti con il comitato e i sostenitori di Dunant che usano come strumento di marketing l'immagine di Dunant anziano e bonario dimenticando che fu anche un avventuriero il cui fallimento nel 1867 mise in pericolo il comitato internazionale, già presieduto da Moynier.

#### La storia dei Senarclens e dei Naville
Nel 2000 pubblica il risultato di una lunga ricerca sugli 800 anni di storia della sua famiglia. I Senarclens, chevaliers-paysans di Vaud sottomessi al signore di Cossonay nel XII secolo, hanno avuto nella loro discendenza personaggi di rango che si trovano alla corte degli Tsar di Russia, nei ranghi del re di Francia e che, nel castello di Vufflens-le-Château, ricevevano Voltaire. Terminata l'opera si appresta a scrivere un lavoro simile sui Naville, la famiglia di sua moglie morta nel 1998, ma muore lui stesso senza terminare il manoscritto che sarà poi successivamente ripreso e pubblicato da un piccolo gruppo di ricercatori e storici. Scalpellini all'epoca in cui ricevono l'attinenza di Ginevra nel 1506, i Naville diventano tessitori, orologiai, magistrati e industriali; è un Naville che fonda a Zurigo nel 1888 quella che poi diventerà in seguito Alusuisse. Ma è soprattutto per il suo ruolo nell'ambito accademico che questa famiglia riceverà grandi riconoscimenti con filosofi, pedagoghi e un grande egittologo Heri Edouard Naville.

## Pubblicazioni selezionate
- Genève, guide historique, éd. du Tricorne, 1995.
- Gustave Moynier: le bâtisseur, Slatkine, 2000.
- Un journal témoin de son temps: histoire illustrée du «Journal de Genève», Slatkine, 1999.
- La Société genevoise d’utilité publique: creuset des réformes sociales à Genève aux XIXe et XXe siècles, Slatkine, 2003.
- 800 ans d’histoire de la famille de Senarclens et de sa branche de Grancy, Slatkine, 2004.
- Drapiers, magistrats, savants. La famille Naville. 500 ans d’histoire genevoise, Slatkine, 2006.
- Les chemins de la gloire : entre Henry Dunant et Gustave Moynier, dans Les Romands et la Gloire. Actes du Colloque de Lausanne du 17 novembre 2001, publiés par Jean-Daniel Morerod avec l’aide de Nathan Badoud, p. 129-147, 277-278., Société d’histoire de la Suisse romande, 2007.